# Scopulariopsis parva
Scopulariopsis parva är en svampart som först beskrevs av A.H.S. Br. & G. Sm., och fick sitt nu gällande namn av Samson 1974. Scopulariopsis parva ingår i släktet Scopulariopsis och familjen Microascaceae.   Inga underarter finns listade i Catalogue of Life.